# C-Klasse (Schiffstyp)
Der Mehrzweckschiffstyp OBC 25  der Howaldtswerke in Hamburg und Kiel wird auch als C-Klasse bezeichnet.

## Geschichte
Die Baureihe wurde in den 1970er und 1980er Jahren in 14 Einheiten und mehreren Ausführungen von den Werften Howaldtswerke Hamburg und Howaldtswerke-Deutsche Werft gebaut, welche die Schiffe auch konzipierte. Die C-Klasse stellte einen Erfolgstyp dar, welcher sieben Jahre produziert wurde. Alle Schiffe der Baureihe wurden von den Hamburger Reedereien Chr. F. Ahrenkiel  und Jonny Wesch geordert. Der Oberbegriff der Schiffsklasse rührt von den Ahrenkiel-Schiffen, deren Namen alle mit „C“ begannen. Die Schiffe haben fünf Luken, die mit Pontonlukendeckeln verschlossen werden. Den Wünschen der Auftraggeber entsprechend wurden innerhalb der Bauserie vier oder fünf Kräne als Ladegeschirr und verschiedene Hauptmotore verwendet. Außer zum Transport von Containern sind die Schiffe auch für den Transport von Massenstückgütern und trockenen Massengutladungen geeignet.
Rebecca Wesch und Karsten Wesch waren die letzten beiden beim Hamburger Werk Ross der Hamburger Howaldtswerke gebauten Schiffe. Die Conscience wurde 1997 bei der Lloyd-Werft in Bremerhaven zum Fruchtsafttanker Southern Juice umgebaut.

## Die Schiffe
| Bauname                      | Bauwerft/ Baunummer | IMO-Nummer | Ablieferung     | Auftraggeber                                 | Umbenennungen und Verbleib |
| ---------------------------- | ------------------- | ---------- | --------------- | -------------------------------------------- | --- |
| Columbia/Arabian Strength    | HDW, Kiel/119       | -          | 1978            | Chr. F. Ahrenkiel                            | - |
| California/Arabian Endeavour | HDW, Kiel/120       | -          | 1978            | Chr. F. Ahrenkiel                            | - |
| Caledonia                    | HDW, Kiel/125       | 7709992    | 1979            | Chr. F. Ahrenkiel                            | 2011 Ling Xiao |
| Carmen                       | HDW, Kiel/158       | -          | 1981            | Chr. F. Ahrenkiel                            | - |
| Rebecca Wesch                | HDW, Hamburg/167    | 8021505    | 1. Oktober 1982 | Jonny Wesch                                  | 1983 Norasia Rebecca, 1986 Black Hawk, 1986 Ville de Venus, 1987 Caledonia, 1988 Victoria Bay, 1989 Victoria Bay, 1989 Atalanta, 1992 Corinthiakos, 1993 Nedlloyd Santos, 1996 Corinthiakos, 1997 MSC Port Sudan, 2007 Proton, 2010 Xin Hong, am 20. Dezember 2011 zum Abbruch durch Taizhou Weiye Ship Scrapping Company in Taixing eingetroffen |
| Campania                     | HDW, Kiel/172       | 8021517    | Juni 1982       | Chr. F. Ahrenkiel                            | Als City of Liverpool in Fahrt gesetzt, 1984 Campania 1985 CGM Languedoc, 1991 Arbitrator, 1993 Campania, 1993 Red Sea Equinox, 1994 Campania, 1997 Africa Senator, 1998 Campania, 2003 DD Success, am 6. Februar 2012 zum Abbruch in Chittagong eingetroffen                                                                                     |
| Gabriele Wesch               | HDW, Kiel/180       | 8111752    | 1983            | Jonny Wesch                                  | 2000 Cape Keppel, 2002 Thor Captain, 2011 MDD Aurora, 2012 verschrottet |
| Karsten Wesch                | HDW, Hamburg/190    | 8209638    | 1983            | Jonny Wesch                                  | 2002 Alma Libre, 2005 Comandate, 2010 Top Advancer, Abbruch Anfang 2012 in Alang |
| Castor                       | HDW, Kiel/191       | 8209640    | 1982            | Chr. F. Ahrenkiel                            | 2002 Thor Champion, 2011 Golden Huayang, Ende 2011 verschrottet |
| Cranach                      | HDW, Kiel/194       | 8208036    | 1983            | Chr. F. Ahrenkiel                            | 1991 MSC Laura, 1992 Trade Wealth, 1997 Westwind, 2003 Thor Confidence, 2011 Neptune, Abbruch Anfang 2012 in China |
| Conscience                   | HDW, Kiel/195       | -          | 1983            | Chr. F. Ahrenkiel                            | - |
| Carthago/Norasia Carthago    | HDW, Kiel/196       | 8306670    | 1984            | Chr. F. Ahrenkiel                            | 2000 Elena S, 2002 Thor Commander, 2009 Thor, 2010 Sino South, 2012 verschrottet |
| Candia                       | HDW, Kiel/201       | 7214595    | 1984            | Conti-Gruppe, Bereederung: Chr. F. Ahrenkiel | 1994 Anuradha, 1998 verschrottet |
| Caria/Norasia Caria          | HDW, Kiel/202       | 8310956    | 1985            | Conti-Gruppe, Bereederung: Chr. F. Ahrenkiel | 2003 Thai Dawn, 2015 Abbruch in Alang |